# Ernst Johann Traugott Lehmann
Ernst Johann Traugott Lehmann (* 10. März 1777 in Baruth; † 6. Dezember 1847 in Freiberg) war ein deutscher Mineraloge, Bergrechtler und Autor.
Nach Abschluss seines Studiums an der Bergakademie Freiberg war Lehmann ab 1803 als Assessor beim Bergamt Voigtsberg tätig. In dieser Zeit erfolgt auch seine Ernennung zum Administrator des kurfürstlichen Alaunwerkes Reichenbach.
1808 wurde Lehmann unter Beibehaltung seiner Funktion  beim Alaunwerk auch die Bergmeisterstelle in Voigtsberg übertragen. Mit der Aufhebung des Bergamtes Voigtsberg zum 1. Januar 1818 übernahm er die Bergmeisterfunktion in Freiberg.
Seit 1819 übernahm er eine Lehrtätigkeit für Bergrecht an der Bergakademie Freiberg und als Sekretär an das Oberbergamt Freiberg berufen. 1824 wechselte Lehmann als Aktuar an das Oberhüttenamt in Freiberg. 1834 wurde Lehmann Inhaber des Lehrstuhls für Bergrecht und bergmännischen Geschäftsstil an der Bergakademie, den er bis zu seinem Tode innehatte.
Neben seiner Tätigkeit als Bergbeamter in Voigtsberg und Mühlwand  übersetzte Lehmann verschiedene mineralogische Schriften Georgius Agricolas ins Deutsche.

## Schriften (Auswahl)
- Georgius Agricola: De ortu et causis subterraneorum, 1546, Übersetzung, 1806–1812
- Ernst Johann Traugott Lehmann: Systematischen Encyclopädie der Bergwerkswissenschaften, 1834